# دیوی لارمور
دیوی لارمور (انگلیسی: Davy Larmour؛ زادهٔ ۲۳ اوت ۱۹۷۷) بازیکن فوتبال اهل بریتانیا است.
از باشگاه‌هایی که در آن بازی کرده‌است می‌توان به باشگاه فوتبال لیورپول، باشگاه فوتبال دونکستر راورز، و باشگاه فوتبال لینفیلد اشاره کرد.